# Mariculture

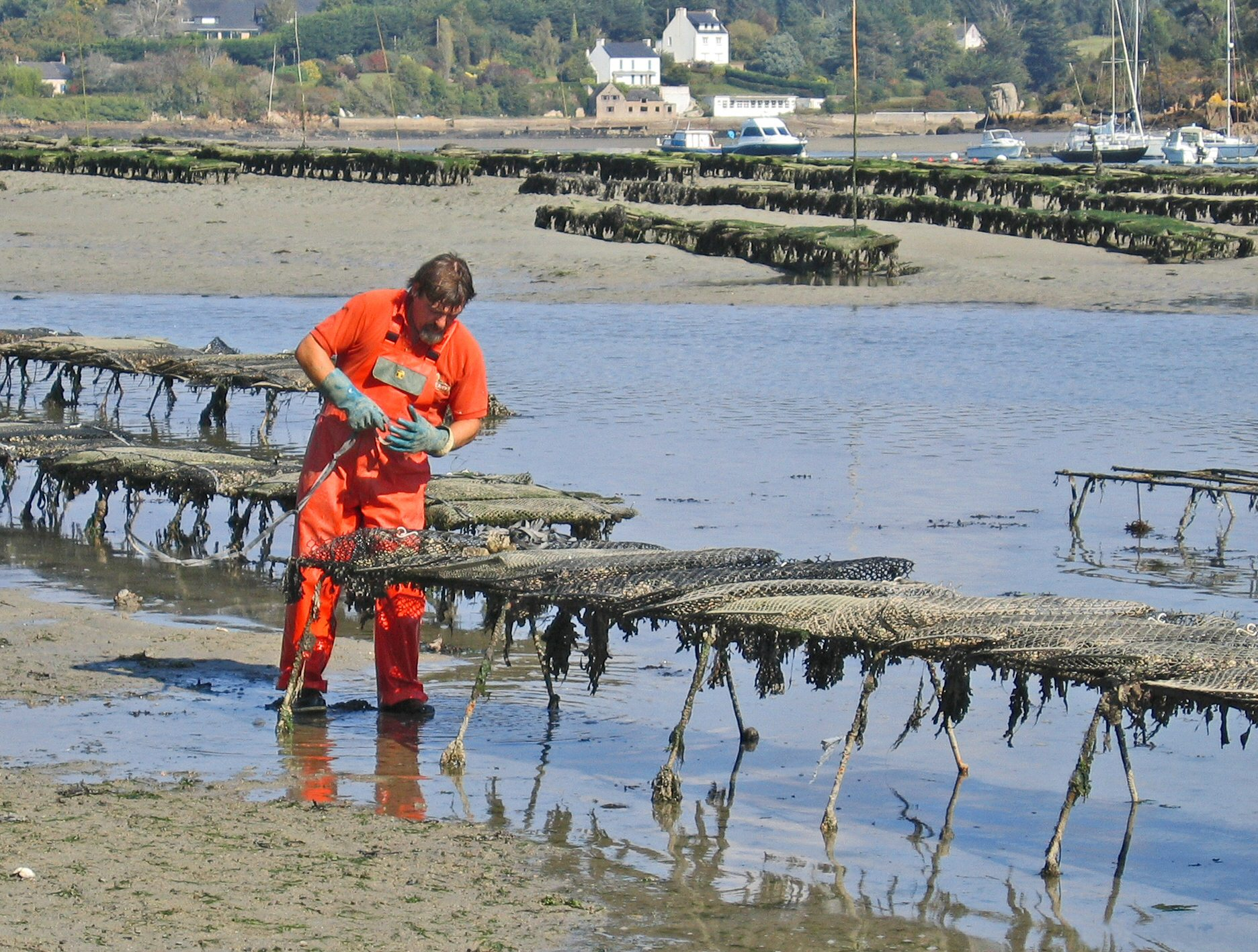
Parc à huitres en rivière du Bélon.

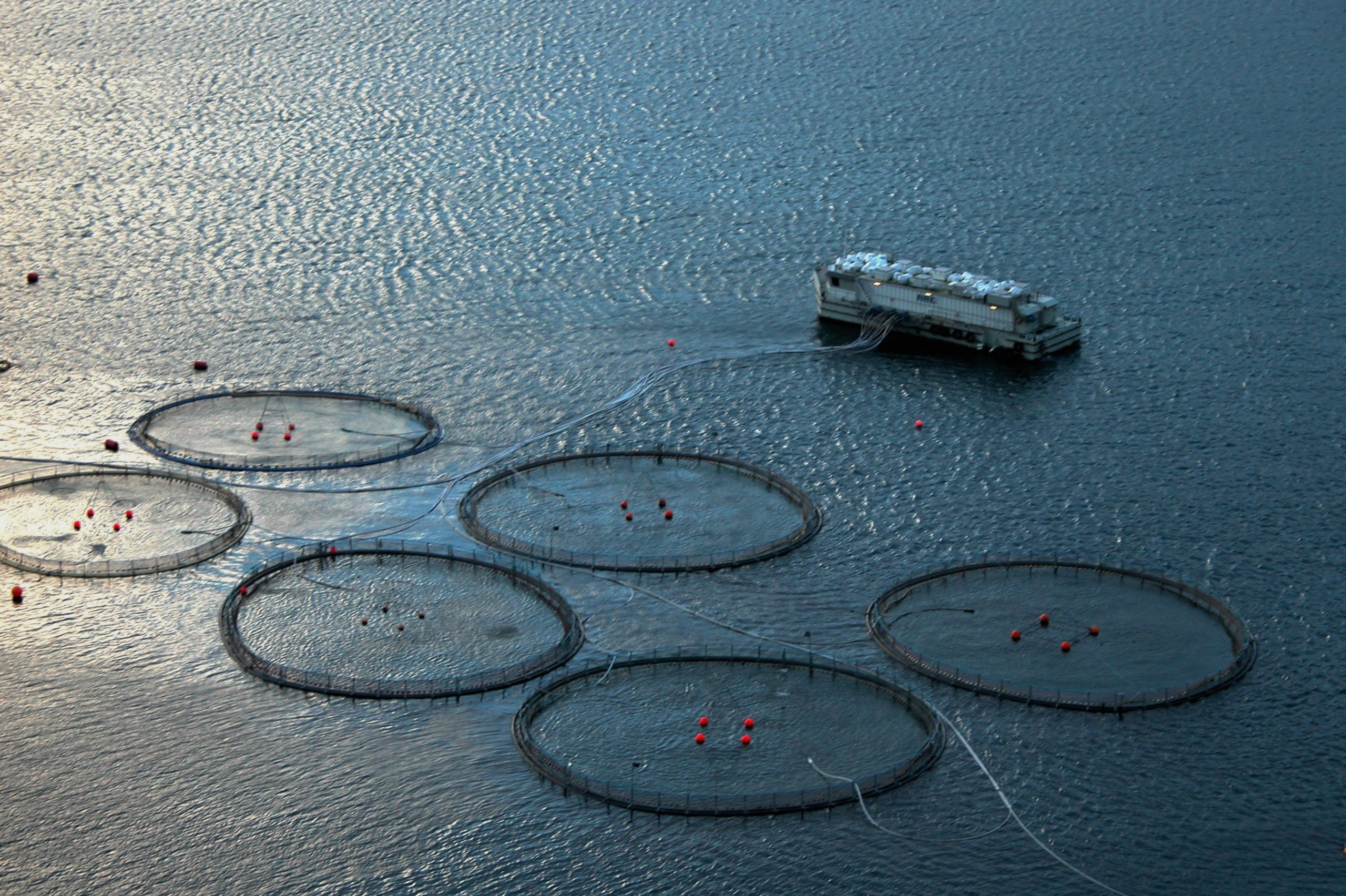
Cages piscicoles de pleine mer aux îles Féroé (mer du Nord).

La mariculture concerne, en aquaculture, l'élevage d'animaux marins (fermes ou ranchs marins) ou la culture d'algues (fermes d'algues) directement dans le milieu naturel marin ou bien à partir d'eau de mer brute prélevée à proximité du site d'exploitation (mariculture en bassin).